# Wilhelm Wissing
Prälat Wilhelm Wissing (* 31. Januar 1916 in Köckelwick, Vreden; † 12. November 1996 in Coesfeld) war ein deutscher römisch-katholischer Geistlicher. Er war Präsident des päpstlichen Missionswerkes Missio Aachen, Bundespräses der Katholischen Landjugendbewegung und Leiter des Katholischen Büros in Bonn. Zudem war er erster Generalsuperior des Säkularinstituts der Schönstatt-Patres.

## Leben
Bereits als Schüler engagierte er sich in der katholischen Jugendarbeit als Mitglied des Jungmännervereins. Schon bald nach der Machtergreifung Hitlers im Jahre 1933 waren auch in Vreden Einschränkungen der katholischen Jugendarbeit zu spüren. Es kam zu Überfällen und Schlägereien nach den Gruppenstunden und Jungführertreffen.
Aufgrund seiner Weigerung, der Hitlerjugend beizutreten, drohte man ihm, dass er sein Abitur nicht bestehen würde. Nach dem Abitur begann er sein Studium in Münster, wo er 1936 die Leitung der katholischen Jungschar im Bistum Münster übernahm. Von 1941 bis 1945 wurde Wissing zum Kriegsdienst bei der Wehrmacht eingezogen, wo er an der Ostfront und in Jugoslawien „bei der Partisanenjagd“ zum Einsatz kam.
Am 21. Dezember 1946 wurde er in Münster zum Priester geweiht, danach arbeitete er in der Pfarrseelsorge. 1949 wurde Wissing Diözesanjugendseelsorger, drei Jahre später Bundeskurat der Katholischen Landjugendbewegung. In dieser Zeit gründete er die Landjugendakademie Klausenhof. 1958 übertrug der deutsche Episkopat Wissing die Leitung des Kommissariates der deutschen Bischöfe in Bonn (sog. Katholisches Büro). Dort gelang es Wissing, im Bereich der Entwicklungshilfe zu einer Kooperation zwischen Kirche und Staat zu kommen. Als Koordinationsstelle gründete er 1963 die Katholische Zentralstelle für Entwicklungshilfe e.V. Am 28. Januar 1970 übernahm er die Leitung der Katholischen Missionszentrale (Missio) in Aachen. Im gleichen Jahr wurde er in die Kongregation für die Evangelisierung der Völker, die oberste römische Missionsbehörde, berufen. Zum 1. Juni 1986 wurde Wissing als Leiter von Missio verabschiedet. In Anerkennung seines Lebenswerkes und seiner Verdienste um seine Heimatstadt Vreden beschloss der Rat der Stadt Vreden am 9. März 1986, ihm das Ehrenbürgerrecht zu verleihen.
Nach seinem Ausscheiden bei Missio Aachen verbrachte Prälat Wilhelm Wissing seinen Lebensabend in Coesfeld St. Lamberti, wo er am 12. November 1996 verstarb.

## Schönstattbewegung
Wilhelm Wissing hatte wesentlichen Einfluss auf die Entwicklung der Schönstattbewegung. Er wurde 1964 Apostolischer Administrator in der Causa Schönstatt. Von 1965 bis 1968 war er der Gründungs-Generalsuperior des Säkularinstituts der Schönstatt-Patres und damit zugleich Vorsitzender des Generalpräsidiums der internationalen Schönstattbewegung.

## Ehrungen und Auszeichnungen
- 1966: Großes Verdienstkreuz mit Stern des Verdienstordens der Bundesrepublik Deutschland
- 1986: Ehrenbürger der Stadt Vreden
- 1996: Verdienstorden des Landes Nordrhein-Westfalen[3]